# Kanton La Guiche
La Guiche is een voormalig kanton van het Franse departement Saône-et-Loire. Het kanton maakte deel uit van het arrondissement Charolles. Het werd opgeheven bij decreet van 18 februari 2014, met uitwerking op 22 maart 2015.

## Gemeenten
Het kanton La Guiche omvatte de volgende gemeenten:
- Ballore
- Chevagny-sur-Guye
- Collonge-en-Charollais
- La Guiche (hoofdplaats)
- Joncy
- Marizy
- Pouilloux
- Le Rousset
- Saint-Marcelin-de-Cray
- Saint-Martin-de-Salencey
- Saint-Martin-la-Patrouille